# Каледония (тауншип, Миннесота)
Каледония (англ. Caledonia) — тауншип в округе Хьюстон, Миннесота, США. На 2000 год его население составило 625 человек.

## География
По данным Бюро переписи населения США площадь тауншипа составляет 87,6 км², из которых 87,6 км² занимает суша, a вода составляет 0,03 %.

## Демография
По данным переписи населения 2000 года здесь находились 625 человек, 194 домохозяйства и 169 семей. Плотность населения — 7,1 чел./км². На территории тауншипа расположено 205 построек со средней плотностью 2,3 построек на один квадратный километр. Расовый состав населения: 98,56 % белых, 1,44 % — других рас США. Испанцы или латиноамериканцы любой расы составляли 1,76 % от популяции тауншипа.
Из 194 домохозяйств в 46,4 % воспитывались дети до 18 лет, в 79,9 % проживали супружеские пары, в 4,1 % проживали незамужние женщины и в 12,4 % домохозяйств проживали несемейные люди. 8,2 % домохозяйств состояли из одного человека, при том 3,6 % из — одиноких пожилых людей старше 65 лет. Средний размер домохозяйства — 3,22, а семьи — 3,45 человека.
34,6 % населения — младше 18 лет, 7,2 % — в возрасте от 18 до 24 лет, 22,9 % — от 25 до 44, 25,1 % — от 45 до 64, и 10,2 % — старше 65 лет. Средний возраст — 36 лет. На каждые 100 женщин приходилось 111,1 мужчин. На каждые 100 женщин старше 18 приходилось 106,6 мужчин.
Средний годовой доход домохозяйства составлял 53 056 долларов, а средний годовой доход семьи — 59 167 долларов. Средний доход мужчин — 36 442 доллара, в то время как у женщин — 21 125. Доход на душу населения составил 18 372 доллара. За чертой бедности находились 4,7 % семей и 7,6 % всего населения тауншипа, из которых 13,9 % младше 18 и 4,4 % старше 65 лет.